# Independent Press Standards Organisation
L'Independent Press Standards Organisation (in acronimo IPSO) è un organismo indipendente del Regno Unito, che vigila sulla stampa.
Costituito l'8 settembre 2014 con la contestuale abrogazione della Press Complaints Commission, principale associazione privata di autoregolamentazione della stampata a partire dal 1990.

## Struttura e descrizione
L'IPSO è un organismo presieduto da un giudice onorario di un tribunale di seconda istanza, ed è formato da 5 rappresentanti dell'industria della carta stampata, e da altri 7 membri indipendenti privi di conflitti di interesse in relazione ai soggetti controllati.
Ritenuto un organismo indipendente, ha poteri assimilabili a quelli diritto pubblico di un giudice, sebbene si possano applicare solamente alle testate che aderiscono all'IPSO, e sebbene l'adesione sia su base esclusivamente volontaria.

## Poteri e facoltà
L'IPSO può disporre la pubblicazione di repliche di parte o rettifiche di errori con adeguata visibilità nei giornali, e comminare multe alle testate giornalistiche fino all'importo di un milione di sterline: la regolamentazione i poteri sanzionatori si applicano sia per la carta stampata che per le versioni online (anche a testate aderenti prive del tutto di pubblicazione cartacea). Oltre al contenuto delle pubblicazioni, il perimetro di attività dell'IPSO riguarda anche il metodo e lo stile dell'indagine giornalistica (non invasivo, intimidatorio, insistente, irrispettoso delle buone regole di condotta).
L'IPSO non ha poteri di censura preventiva, o di intervento diretto e personale a qualsiasi titolo nei confronti di singoli redattori. Tuttavia, esiste un Codice di Autoregolamentazione (Editor code of practice), scritto e aggiornato dall'Editor's Code Committee e rinforzato dall'IPSO, che è qualificato giuridicamente come un'obbligazione contrattuale vincolante fra le parti (l'IPSO e le testate giornalistiche).
Il contratto attribuisce alla persona di editori e direttori l'onere di far rispettare il codice da tutti i redattori dipendenti, e dai collaboratori esterni, anche non professionisti (l'equivalente qualifica del nostro albo dei giornalisti pubblicisti). A quel punto la materia rimane delegata al contratto individuale di lavoro dei dipendenti (o dal contratto di individuale di prestazione dei collaboratori esterni), di cui diviene parte integrante e sostanziale la lettura e sottoscrizione del Codice di Autoregolamentazione, e della responsabilità -anche economica di tipo risarcitorio- da esso derivante. Il contratto individuale può essere più o meno favorevole al giornalista, e prevedere:
- clausole liberatorie circostanziate che limitino o escludano completamente la responsabilità dei singoli giornalisti e la possibilità per le testate di esercitare un diritto di rivalsa nei loro confronti, in caso di multe comminate dall'IPSO. L'eventuale azione dell'editore si limiterebbe quindi ad un licenziamento;
- la copertura legale a carico della proprietà, nell'evento di querela di parte: costi per l'assistenza legale, e per il risarcimento danni a terzi, per diffamazione, violazione della privacy e simili;
- il diritto all'anonimato dell'autore: possibilità di pubblicare articoli non firmati, con successivo vincolo di riservatezza dell'editore (e la conseguente impossibilità di terzi di agire individualmente nei confronti dell'autore);
- il diritto all'anonimato delle fonti confidenziali[2], a tutela della professionalità faticosamente acquisita dal giornalista e a tutela delle stesse fonti, ma anche a discapito del diritto alla trasparenza e ad essere informati attraverso fonti terze di immediata verificabilità ("non falsificabili").